# Forza Motorsport 7
Forza Motorsport 7 is een racespel ontwikkeld door Turn 10 Studios. Het spel wordt uitgegeven door Microsoft Studios en kwam op 3 oktober 2017 voor Windows en de Xbox One. Het is het tiende spel uit de Forza-serie.
Forza Motorsport 7 bevat meer dan 700 verschillende voertuigen, waarmee geracet kan worden op 32 verschillende circuits.

## Ontvangst
| Recensiescore                          | Recensiescore            |
| Recensieverzamelaar                    | Score                    |
| -------------------------------------- | ------------------------ |
| Metacritic                             | 82/100 (Win) 86/100 (X1) |
| Publicist                              | Score                    |
| Gamer.nl                               | 8/10 (X1)                |
| IGN Benelux                            | 9/10 (X1)                |
| XGN                                    | 8.5/10 (X1)              |
| Award(s)                               |                          |
| The Game Awards: Beste sport-/racespel |                          |
| Gamescom: Beste racespel               |                          |

Forza Motorsport 7 is grotendeels positief beoordeeld. Zo heeft het spel een gemiddelde score van 82 en 86 op recensieverzamelaar Metacritic voor respectievelijk de Windows en Xbox One-versies.
Het spel won meerdere prijzen, waaronder "beste racespel" tijdens de prijsuitreikingen van gamescom. Ook won het "beste sport-/racespel" bij The Game Awards.